# BG Crucis
BG Crucis (BG Cru) é uma estrela variável na constelação de Crux. Tem uma magnitude aparente de 5,53, sendo visível a olho nu em boas condições de visualização. Com base em medições de paralaxe, está localizada a aproximadamente 1 830 anos-luz (560 parsecs) da Terra. É classificada com um tipo espectral de F7 Ib-II, indicando que é uma estrela de classe F que apresenta características de uma supergigante e gigante luminosa. Tem 6,3 vezes a massa solar e está brilhando com cerca de 1 200 vezes a luminosidade solar a uma temperatura efetiva de 5 800 K.
BG Crucis é uma variável Cefeida clássica, pulsando entre magnitude aparente 5,34 e 5,58 periodicamente a cada 3,3428 dias, variando entre classes espectrais F5 e G0. Suspeita-se que possua uma estrela companheira de tipo desconhecido com um período orbital de cerca de 5 000 dias.

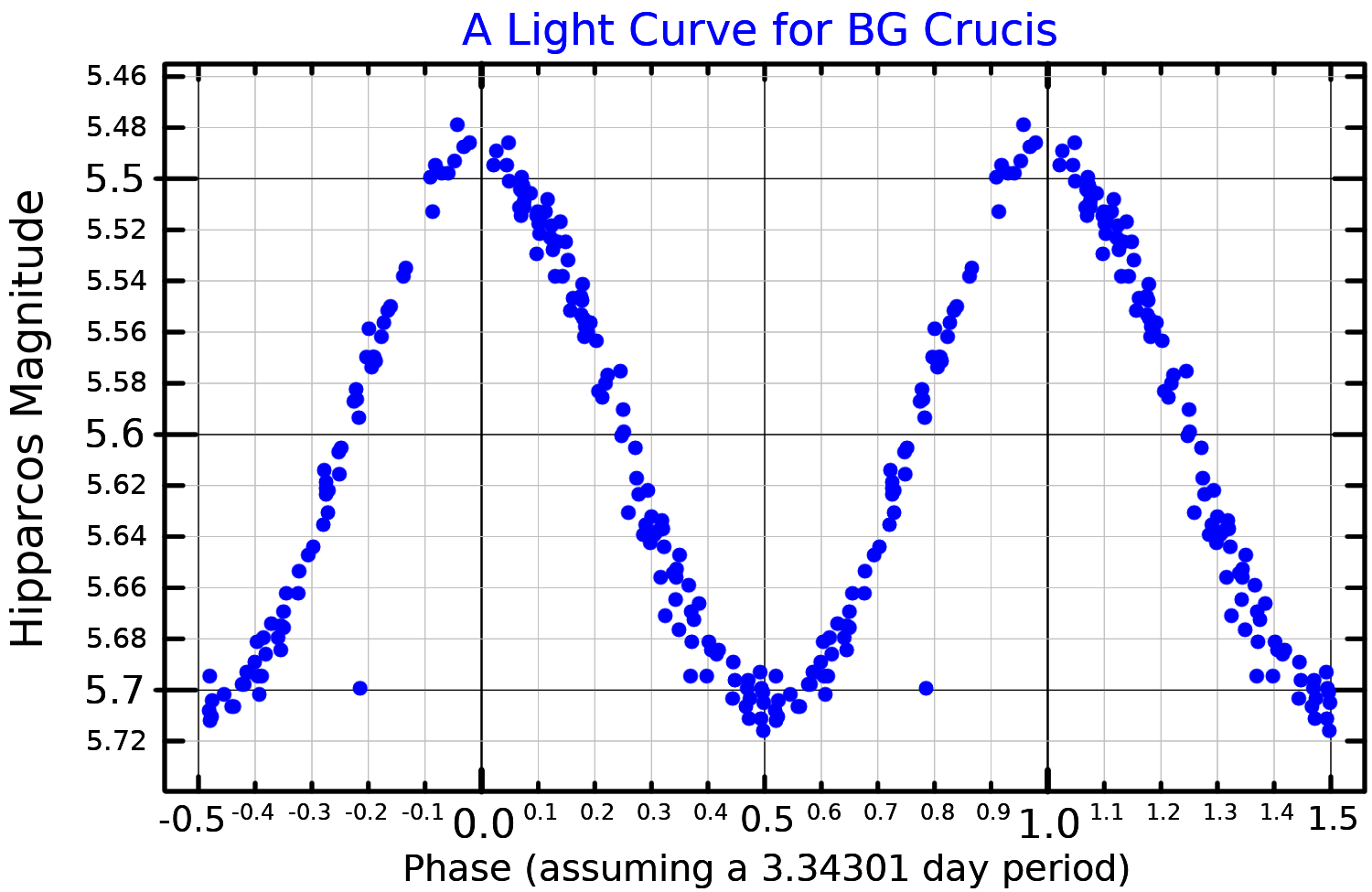
Curva de luz de BG Crucis (dados da sonda Hipparcos)